# حزب البناء والتنمية
حزب البناء والتنمية حزب سياسي مدني ذو مرجعية إسلامية وهو الذراع السياسي للجماعة الإسلامية في مصر، تأسس عقب ثورة 25 يناير. قاد المفاوضات لتأسيس تحالف الكتلة الإسلامية مع حزبي النور والأصالة.
وتتمثل مبادئه العامة في «العدالة والمساواة والحرية والتعددية والشورى والتكافل الاجتماعي.» تم حله في 30 مايو 2020.

## التأسيس
أعلنت الجماعة الإسلامية في مصر يوم الإثنين 20 يونيو 2011 عن إطلاقها لحزب « البناء والتنمية » ليعبر عن الجماعة وأهدافها وليجمع أعضائها المنتشرين في أنحاء مصر، آخذة خطوة تاريخية تكسبها الشرعية القانونية. وأعلنت عن أربع وكلاء مؤسسين للحزب الجديد: طارق الزمر وصفوت عبد الغني والشاذلي الصغير وأشرف توفيق.

## الأهداف
يسعى الحزب لتحقيق عدة أهداف، من أهمها:
- الحفاظ على الهوية الإسلامية والعربية لمصر.
- مواجهة كل محاولات الانتقاد أو الانتقاص منها.
- رفض كل محاولات التغريب والعلمنة.
- التصدي للفساد والانحراف والتحلل الأخلاقي والقيمي.
- الحفاظ على مكتسبات ثورة 25 يناير
- العمل على تحقيق الإصلاح السياسي والدستوري والقانوني الذي يؤسس لنظام سياسي لا يستبعد تيار ولا فصيل
- نشر قيم ومفاهيم الإسلام السياسية ومواجهة حملات التشوية التي تتعرض لها النظريات السياسية الإسلامية
- تحقيق العدالة الاجتماعية وتوفير الحد الأدنى للحياة الكريمة التي تلبي الضرورات من غذاء ورعاية صحية وتأهيل علمي وسكن آدمي.

## الرؤية
يسعى الحزب «لبناء مصر الداخلية بالعمل على تنميتها وتعميرها ودعم وتقوية دور مصر عالميا وعربيا وإسلاميا وإفريقيا».
ويشدد على أنه يعتمد على أساليب العمل «السلمية» لتحقيق أهدافه ويقر مبدأ التعددية والمساواة وتكافؤ الفرص واحترام الرأي الآخر والحوار الهادف البناء ويعمل على التقريب بين أطياف المجتمع المختلفة بما يحقق السلام الاجتماعي والاستقرار التام للبلاد.

## أنظر أيضًا
- حزب الحرية والعدالة
- الإخوان المسلمين في مصر
- حزب الجهاد الديمقراطي
- حزب الأصالة
- حزب النور
- حزب الوسط